# Rolando Rentería
Rolando Ramón Rentería Möller (Santiago, 19 de agosto de 1968) es un técnico agrícola y político chileno, militante del partido Unión Demócrata Independiente (UDI), exalcalde de la comuna de Linares. Desde 2018 hasta 2022 se desempeñó como diputado por el distrito N.º 18.
Es uno de los tres hijos del matrimonio formado por Rolando Rentería Medina (1941-2011), quien fuera dirigente gremial y consejero regional por el Maule, y María Angélica Moller Rojas.

## Carrera política
Fue concejal de la comuna de Linares entre 2000 y 2008.
En las elecciones municipales de 2008, fue elegido alcalde de Linares con el 53,58 %, superando al PS Rodrigo Hermosilla, quien iba a la reelección y obtuvo solamente el 35,65 %. Los votos válidamente emitidos fueron 37 673, los nulos 1758 y los blancos 1.047 de un total de 40 478 votos emitidos. Fue reelecto para un segundo mandato en 2012.
A comienzos de 2016 anunció que no iría a la reelección por el tercer periodo, para iniciar una candidatura al Congreso en las elecciones de 2017. Por tal motivo, presentó su renuncia anticipada al Municipio en octubre de 2016, la cual se concretaría a contar del 18 de noviembre.

## Historial electoral

### Elecciones municipales de 2000
- Elecciones municipales de 2000, para la alcaldía de Linares[5]

### Elecciones municipales de 2004
- Elecciones municipales de 2004, por el concejo municipal de Linares[6]

### Elecciones municipales de 2008
- Elecciones municipales de 2008, para la alcaldía de Linares[7]

### Elecciones municipales de 2012
- Elecciones municipales de 2012, para la alcaldía de Linares.[7]

### Elecciones parlamentarias de 2017
- Elecciones parlamentarias de 2017 a Diputado por el distrito 18 (Cauquenes, Chanco, Colbún, Linares, Longaví, Parral, Pelluhue, Retiro, San Javier, Villa Alegre y Yerbas Buenas)[8]

### Elecciones parlamentarias de 2021
- Elecciones parlamentarias de 2021 a Diputado por el distrito 18 (Cauquenes, Chanco, Colbún, Linares, Longaví, Parral, Pelluhue, Retiro, San Javier, Villa Alegre y Yerbas Buenas).[9]